# Електрон
 Тази статия е за елементарната частица.  За самородната сплав вижте Електрон (сплав).  
Електрон е елементарна частица, присъстваща в електронните обвивки на атомите на всички химични елементи. Движението на електроните предизвиква електрическите явления като електрическия ток.
Зарядът на електрона е неделим и равен на 1,602 189 2(46)×10-19 C или -1 елементарен електрически заряд. Електрическият заряд на другите елементарни частици се измерва на базата на елементарния заряд на електрона. Масата на електрона е равна на 9,109 558×10-28 g

## История
Думата електрон идва от гръцката „ήλεκτρον“, което означава кехлибар. След наелектризиране (например чрез натриване с вълнено парче плат), кехлибарът привлича малки предмети, което е свидетелство за статично електричество. Терминът електрон като елементарна частица с неделим заряд е предложен от Джордж Джонстън Стоуни през 1894. Експерименталното откритие на електрона е направено от Дж. Дж. Томсън, който през 1897 наблюдава отклонението на т.нар. катодни лъчи.

## Теория
Електронът (означава се със символа e−) е най-лекият лептон с положителна маса. Неговият точков елементарен електрически заряд участва едновременно в четири независими движения.

### Релативистко стохастическо движение
То е резултат от реакцията на точковия електрически заряд на излъчването и поглъщането на виртуални фотони. Тъй като импулсът на виртуалните фотони има случайна големина и посока, то и реактивното движение (откатът) също има случайно поведение. Това движение може да се наблюдава при разсейването на светлина (реални фотони) от почти свободни, слабо свързани валентни електрони. Ако във формулата за дисперсията на координатите се въведе като време двойното време за излъчване или поглъщане на фотон, известно от класическата електродинамика, ще се получи известната формула за сечението на Томпсън. Това показва, че такова релативистко движение на точковия безмасов електрически заряд на електрона действително съществува.

### Релативисткофермионноосцилационно движение
Резултатите от него са създаване на собствено електромагнитно поле, създаване на собствена енергия (маса в покой), създаване на собствен магнитен диполен момент и на собствен механичен ъглов момент. Това вътрешно движение се описва от матриците на Дирак и поради тяхната некомутативност съществува силна корелация между осцилациите на точковия безмасов електрически заряд по трите взаимно перпендикулярни координати.
Като резултат на тази силна корелация всички компоненти на интензитета на собственото електрическо поле имат нулево значение в точката на моментното местоположение на точковия електрически заряд и всички компоненти на интензитета на собственото магнитно поле имат двойно по-голямо значение от значенията, които биха имали в точката на моментното местоположение на точковия електрически заряд, ако той се движеше бозонно, т.е. без никаква корелация между осцилациите по трите взаимно перпендикулярни направления. Именно поради това жиромагнитното отношение на собствения магнитен момент към собствения ъглов механичен момент е 2 пъти по-голямо от жиромагнитното отношение на орбиталния магнитен момент към орбиталния ъглов механичен момент. Така например, използването на полупроводниковия модел на релативисткия електрон е погрешно. Действително, вместо да се предполага, че пълната вълнова функция на дираковския електрон описва поведение на две движения с различна енергия, много по-приемливо е да се предположи, че пълната вълнова функция на дираковския електрон описва поведение на две движения с равна енергия, но с две посоки на движение: напред и назад и двете имащи въртения на ляво и на дясно. По този начин математически коректно се описва всяко движение на точковия безмасов електрически заряд, включително и вътрешното фермионно движение.

### Нерелативистко стохастическо движение
Това е движение на размития електрически заряд на дираковския електрон, което е резултат от електрическото и магнитното взаимодействие на размития електрически заряд или на магнитния диполен момент на релативисткия електрон, с интензитетите на електрическите и магнитните интензитети на стоящите електромагнитни колебания на вакуума, възбудени от флуктуациите на вакуума. Това стохастическо движение превръща класическия електрон в квантов електрон. Благодарение на това фюртовско стохастическо движение електронът се движи по стохастически неповторими, много често начупени траектории, предизвикващи дисперсии в динамическите параметри, описващо поведението на електрона. В резултат на това стохастическо поведение са всички неравенства, известни като неопределености на Хайзенберг. По този начин отпада твърдението за отсъствие на всякаква траектория, описваща последователните местоположения на електрона. В действителност може само да се твърди, че отсъстват класически гладки повтарящи се траектории, които могат да описват поведението на квантуваните частици;

### Класическо движение на микрочастиците
То е по класически гладки повтарящи се траектории в резултат на взаимодействието на техните заряд, магнитен момент или маса с класически усреднени външни полета.